# Muchammedkałyj Abyłgazijew
Muchammedkałyj Düjszekejewicz Abyłgazijew, kirg. Мухаммедкалый Дүйшекеевич Абылгазиев (ur. 20 stycznia 1968 we wsi Döng-Ałysz w rejonie Koczkor) – kirgiski polityk, wicepremier od 13 kwietnia 2016 do 25 sierpnia 2017, pełniący obowiązki premiera Kirgistanu od 22 do 25 sierpnia 2017, premier Kirgistanu od 20 kwietnia 2018. 27 maja po wybuchu skandalu korupcyjnego wokół sprzedaży częstotliwości radiowych podjął decyzję o urlopie do czasu wyjaśnienia sprawy. Obowiązki premiera przejął pierwszy wicepremier Kubatbek Boronow. W związku z przedłużającym się postępowaniem oficjalną dymisję złożył 15 czerwca. Zgodnie z zapisami kirgiskiej Konstytucji formalnie sprawował swoją funkcję do czasu powołania nowego rządu, które nastąpiło 17 czerwca. 